# 25 Years On
25 Years On es el octavo álbum de Hawkwind, lanzado por Charisma en 1978, aunque la banda utilizó el nombre Hawklords para este disco.
La edición original fue editada como "25 Years On", no obstante en subsiguientes prensajes en vinilo el álbum apareció sin título, simplemente como "Hawklords". 
Las reediciones en CD rescatan el título original, el cual el grupo mantiene en su sitio web oficial como correcto.
A principios de 1978, luego de un conflicto entre los miembros de la banda, esta quedó reducida a tres, permaneciendo sólo Dave Brock, Robert Calvert y Simon King en el grupo, quienes llevaron adelante el proyecto "25 Years On", aunque bajo el nombre de Hawklords, debido a una disputa legal sobre los derechos del nombre Hawkwind.
El bajista Harvey Bainbridge y el teclista Steve Swindells fueron agregados al proyecto, sumados a un segundo percusionista, Martin Griffin.
El violinista Simon House había abandonado Hawkwind para irse a tocar con David Bowie, aunque aquí reaparece como músico adicional. 
El álbum alcanzó el puesto Nº 48 de los charts británicos.

## Lista de canciones
Lado A
1. "Psi Power" (Robert Calvert, Dave Brock) – 6:06
2. "Free Fall" (Calvert, Harvey Bainbridge) – 5:13
3. "Automoton" (Calvert, Brock) – 1:13
4. "25 Years On" (Brock) – 4:31

Lado B
1. "Flying Doctor" (Calvert, Brock) – 5:38
2. "The Only Ones" (Calvert, Brock) – 4:14
3. "(Only) The Dead Dreams of the Cold War Kid" (Calvert) – 3:55
4. "The Age of the Micro Man" (Calvert, Brock) – 3:31

## Personal
- Robert Calvert: voz líder, guitarra acústica
- Dave Brock: guitarras eléctricas y acústicas, teclados, coros
- Simon King: batería, congas
- Harvey Bainbridge: bajo, sintetizadores, coros
- Steve Swindells: teclados
- Martin Griffin: batería

Músicos adicionales
- Simon House: violín
- Henry Lowther: trompeta
- Les McClure: susurros